# Protección de testigos

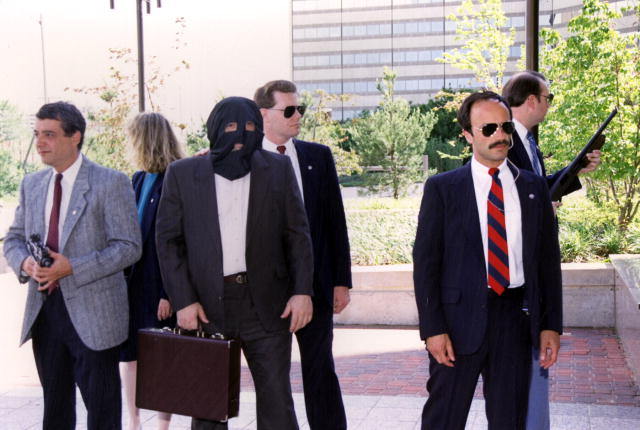
Un testigo protegido custodiado por alguaciles estadounidenses armados con una metralladora y una escopeta.

Los programas de protección de los testigos son instructivos relativos a la seguridad que se brinda a una persona amenazada que proporciona pruebas testimoniales al sistema judicial, incluidos los acusados y otros clientes, antes, durante y después de un juicio, generalmente por la policía. Si bien es posible que un testigo solo requiera protección hasta la conclusión de un juicio, algunos testigos reciben una nueva identidad y pueden vivir el resto de sus vidas bajo la protección del gobierno.
La protección de los testigos suele ser necesaria en los juicios contra la delincuencia organizada, en los que las fuerzas del orden ven el riesgo de que los compañeros de los acusados intimiden a los testigos. También se utiliza en juicios por crímenes de guerra.

## Protección de testigos por país
No todos los países tienen programas formales de protección de testigos; en cambio, la policía local puede implementar protección informal cuando surja la necesidad en casos específicos.

### Argentina
La ley 25.764 del año 2003 establece el Programa Nacional de Protección a testigos e imputados, el cual establece que la protección puede ser solicitada por el fiscal, juez o tribunal de la causa. El programa depende del poder judicial. Brevemente, entre noviembre de 2019 y  marzo de 2020, el programa pasó a manos del poder ejecutivo por un decreto presidencial de Mauricio Macri, pero fue anulado por el gobierno siguiente.

### Canadá
La Ley del Programa de Protección de Testigos de Canadá recibió el Asentimiento Real el 20 de junio de 1996. El programa está dirigido por la Real Policía Montada de Canadá (RCMP), con el apoyo de todos los niveles del gobierno y las fuerzas policiales.

### Colombia
Con respecto a la justicia en el conflicto armado y fuera de este, en el año 2005 se aprobó y sancionó la Ley 975, que creó el Programa de Protección para Víctimas y Testigos, que tiene por objetivo "salvaguardar la vida, integridad, libertad y seguridad de la población que se encuentre en situación de riesgo como consecuencia directa de su condición de víctima o testigo, dentro del proceso de Justicia y Paz". Dentro de la Policía Nacional y el Ministerio del Interior, se encuentran bases logísticas para la aplicación de esta ley: La Dirección del Programa se encuentra a cargo del Ministerio del Interior según el Decreto 1737 de 2010, y la Dirección de Carabineros y Seguridad Rural de la Policía posee una Oficina de Protección para Víctimas y Testigos.
Por otro lado, dentro de la justicia ordinaria, el Programa de Protección para Víctimas y Testigos destina fondos a la Fiscalía General de la Nación, que tiene a su cargo la protección de las personas que colaboran como testigos, a solicitud de los fiscales, los jueces, o la Corte Suprema. El programa de protección de la Fiscalía es de los tres más antiguos del mundo, en primer lugar está el italiano, seguido del de Estados Unidos y luego el de Colombia. Fue creado al mismo tiempo que nació la Fiscalía, porque se vio la necesidad de proteger a las personas que declaraban en contra de quienes cometían delitos. La labor se delega a la Dirección de Protección y Asistencia de la fiscalía, la cual realiza estudios de amenaza y riesgo al testigo, para posteriormente llevar a cabo las tareas de protección y apoyo económico, además de trasladar a la persona a otra ubicación (todo esto bajo consentimiento). Los funcionarios encargados de la seguridad hacen revisiones y visitas de seguridad para mantener el programa de protección.

### España
En España, desde 1994 existe una breve ley que establece que, cuando una autoridad judicial aprecie racionalmente un peligro grave para la persona, libertad o bienes de quien pretenda ampararse en ella, su cónyuge o persona a quien se halle ligado por análoga relación de afectividad o sus ascendientes, descendientes o hermanos, estará amparado por las siguientes medidas de protección:
- Que no consten en las diligencias que se practiquen su nombre, apellidos, domicilio, lugar de trabajo y profesión, ni cualquier otro dato que pudiera servir para la identificación de los mismos, pudiéndose utilizar para ésta un número o cualquier otra clave.
- Que comparezcan para la práctica de cualquier diligencia utilizando cualquier procedimiento que imposibilite su identificación visual normal.
- Que se fije como domicilio, a efectos de citaciones y notificaciones, la sede del órgano judicial interviniente, el cual las hará llegar reservadamente a su destinatario.

Asimismo, esta ley autoriza a las Fuerzas y Cuerpos de Seguridad, al Ministerio Fiscal y a la autoridad judicial a tomar la medidas necesarias para que se tomen fotografías o se registre su imagen por cualquier procedimiento y, en caso de especial gravedad, se podrá establecer protección policial. Excepcionalmente, también se les podrá dar una nueva identidad y medios económicos para cambiar su residencia o lugar de trabajo.
Por último, en 2023 se aprobó la Ley de protección del informante, que estableció un sistema para proteger a los informantes de infracciones así como se creó una Autoridad Independiente de Protección del Informante para la consecución de sus objetivos.

### Hong Kong
Varios departamentos del Buró de Seguridad de Hong Kong tienen unidades especializadas para brindar protección a los testigos y sus familias que enfrentan amenazas de muerte. Las unidades notables incluyen la Unidad de Protección de Testigos (WPU) de la Policía de Hong Kong, la Sección de Protección de Testigos y Armas de Fuego (R4) del ICAC y la WPU de la Aduana de Hong Kong.
Los integrantes de estas unidades reciben capacitación en protección, armas de fuego, autodefensa, entrenamiento físico y táctico. En su mayoría, están entrenados en el uso y se les entrega la pistola compacta Glock 19 como arma de mano. La Glock 17 estándar o los brazos largos como la metralleta Heckler & Koch MP5 o la escopeta Remington Modelo 870 pueden emitirse si el testigo enfrenta amenazas mayores. Se podría otorgar una nueva identidad a un testigo, y el gobierno podría reubicarlo lejos de Hong Kong si el testigo aún está siendo amenazado después del final del juicio.

### Irlanda
El Programa de Seguridad de Testigos en la República de Irlanda es administrado por el fiscal general de Irlanda y es operado por la Unidad de Detectives Especiales (SDU) de élite de la Garda Síochána, la fuerza de policía nacional. El programa se estableció oficialmente en 1997, tras el asesinato de la periodista Veronica Guerin por una banda de narcotraficantes sobre la que informaba. Los testigos del programa reciben una nueva identidad, dirección y protección policial armada en Irlanda o en el extranjero (generalmente en países anglófonos). Por lo general, reciben asistencia financiera, ya que los testigos deben dejar su empleo anterior con regularidad. La protección de testigos se utiliza en casos de delincuencia organizada grave y terrorismo. El gobierno irlandés solo otorgará protección a quienes cooperen con las investigaciones realizadas por la Garda Síochána. Las comparecencias ante los tribunales de los testigos en protección se llevan a cabo bajo la seguridad de la Unidad de Respuesta de Emergencia (ERU), el grupo de operaciones tácticas y de armas especiales de más alto nivel en las fuerzas del orden irlandés. Nunca se ha informado de una violación de la seguridad en la que se haya dañado a un protegido.

### Israel
La Autoridad de Protección de Testigos de Israel, una unidad dentro del Ministerio de Seguridad Pública, está a cargo de la protección de testigos en Israel. La unidad fue creada por ley con la aprobación de la Ley de Protección de Testigos de 2008.

### Italia
El programa de protección de testigos en Italia se estableció oficialmente en 1991, gestionado por el Departamento Central de Protección (Servizio centrale di protezione) de la Polizia di Stato. Anteriormente, la policía solía proteger a los testigos en casos excepcionales, pero esto a menudo resultaba insuficiente. En particular, el programa de protección de testigos se centró en proteger a los denominados pentiti, exmiembros de organizaciones criminales o terroristas.
Durante la década de 1980, en el Maxi Juicio contra la Cosa Nostra, los informantes Tommaso Buscetta y Salvatore Contorno fueron protegidos por el FBI debido a la falta de un programa de protección de testigos en Italia. Aunque los pentiti (generalmente de organizaciones terroristas con motivaciones políticas) se habían presentado desde la década de 1970 durante los llamados Años del Plomo, no fue hasta principios de la década de 1990 que se estableció oficialmente el programa para administrar de manera eficiente la afluencia de pentiti que habían desertado de las principales organizaciones criminales en Italia en ese momento, como la Cosa Nostra, la Camorra, la 'Ndrangheta, la Sacra Corona Unita, la Banda della Magliana y varias otras. La mayoría de los testigos reciben nuevas identidades y viven bajo la protección del gobierno durante varios años, o en ocasiones durante toda su vida.
El programa de protección de testigos en Italia a veces ha sido criticado por no proteger adecuadamente a ciertos testigos, como fue el caso de los asesinatos de pentiti Claudio Sicilia y Luigi Ilardo.[cita requerida].

### Nueva Zelanda
La Policía de Nueva Zelanda brinda protección a los testigos contra miembros de bandas criminales y criminales graves que se sienten amenazados o intimidados. Dirigen un programa de protección de testigos que supervisa el bienestar de los testigos y, si es necesario, ayuda a crear nuevas identidades. Existe un acuerdo entre la policía y el Departamento de Correccionales para garantizar que los testigos protegidos reciban la protección adecuada de ese departamento. En 2007, el programa se convirtió en objeto de controversia pública cuando la policía le negó a la policía la condena previa por conducir ebrio de un testigo protegido y éste continuó conduciendo, y finalmente mató a otro automovilista en un accidente de tráfico mientras estaba ebrio.

### Taiwán
La República de China promulgó la Ley de protección de testigos el 9 de febrero de 2000 en Taiwán.

### Suiza
La legislación suiza prevé un programa de protección de testigos coordinado por la unidad de protección de testigos de la Oficina Federal de Policía.

### Tailandia
Tailandia mantiene una oficina de protección de testigos bajo la jurisdicción del Ministerio de Justicia del país. Entre 1996 y 1997 se redactaron disposiciones para la inclusión de una sección sobre la protección de testigos en la decimosexta constitución del reino y, finalmente, la disposición de protección de testigos se incluyó en la constitución y entró en vigor a mediados de 2003. La Oficina de Protección de Testigos de Tailandia mantiene un sitio web.

### Ucrania
En Ucrania, según la naturaleza del caso y la ubicación del juicio, la seguridad de los testigos es responsabilidad de diferentes organismos, como la unidad especial de policía judicial Gryphon (que forma parte del Ministerio del Interior), el Servicio de Seguridad de Ucrania y, anteriormente, la unidad especial de policía Berkut.

### Reino Unido
El Reino Unido tiene un sistema nacional de protección de testigos gestionado por el Servicio de Personas Protegidas del Reino Unido (UKPPS), responsable de la seguridad de unas 3.000 personas. El UKPPS es parte de la Agencia Nacional contra el Crimen. El servicio es prestado a nivel regional por las fuerzas policiales locales. Antes de la formación del UKPPS en 2013, la protección de testigos era responsabilidad exclusiva de las fuerzas policiales locales.

### Estados Unidos
Estados Unidos estableció un programa formal de protección de testigos, dirigido por el Cuerpo de Alguaciles de Estados Unidos, bajo la Ley de Control del Crimen Organizado de 1970. Antes de eso, se había instituido la protección de testigos en virtud de la Ley del Ku Klux Klan de 1871 para proteger a las personas que testificaban contra miembros del Ku Klux Klan. A principios del siglo XX, la Oficina Federal de Investigaciones también creó ocasionalmente nuevas identidades para proteger a los testigos.
Muchos estados, incluidos California, Connecticut, Illinois, Nueva York y Texas, así como Washington D. C., tienen sus propios programas de protección de testigos para delitos no cubiertos por el programa federal. Los programas estatales brindan protecciones menos extensas que el programa federal. Tampoco pueden mantener o tener tantas personas involucradas como el programa federal.
Antes de que se puedan buscar fondos para la protección de testigos, las fuerzas del orden deben realizar una evaluación de la amenaza o el potencial de peligro. Esta evaluación incluye un análisis de la medida en que la persona o personas que hacen las amenazas parecen tener los recursos, la intención y la motivación para llevarlas a cabo y qué tan creíbles y graves parecen ser las amenazas. Cuando las amenazas se consideran creíbles y los testigos solicitan asistencia policial, los fondos de protección de testigos se pueden utilizar para brindar asistencia a los testigos, lo que ayuda a las fuerzas del orden público a mantener a los testigos seguros y a garantizar que los testigos comparezcan ante el tribunal y brinden testimonio.
También existen arreglos especiales, conocidos como visas S-5 y S-6, para traer testigos extranjeros clave a los Estados Unidos desde el extranjero. Las visas T pueden usarse para admitir en los Estados Unidos a víctimas de trata de personas que deseen ayudar en el procesamiento de los traficantes.